# Martinsmadhütte
Die Martinsmadhütte ist eine Berghütte der Sektion Randen des Schweizer Alpen-Clubs (SAC). Benannt ist die Hütte nach dem Standort Martinsmad, welcher östlich des Martinslochs liegt.

## Lage
Die Hütte befindet sich auf einer Höhe von 2002 m ü. M. in wilder Landschaft oberhalb der Ortschaft Elm im Kanton Glarus, eingebettet zwischen den Zwölfihörnern und dem Laaxer Stöckli am Nordabfall des Vorab. Das Gebiet liegt im Geopark Sardona, nahe der Glarner Hauptüberschiebung, welche 2008 von der UNESCO als Weltnaturerbe ausgezeichnet wurde.

## Hütte
Die Martinsmadhütte ist eine typische Sommerhütte und Ausgangspunkt für zahlreiche Wanderungen und Bergtouren. Ein Besuch im Winter ist nicht empfehlenswert. Der Zustieg mit Schnee ist heikel, und es bestehen keine lohnenden Skitourenmöglichkeiten. Die über 48 Schlafplätze verfügende Hütte wird im Juli und August durchgehend bewartet, im Juni und vom September bis Mitte Oktober nur an den Wochenenden. Der Winterraum ist das ganze Jahr über zugänglich.
1907 wurde die Martinsmadhütte in Fronarbeit als Schindelbau mit Steinfundament erbaut. Das Trinkwasser stammte aus dem nahen Tschingelbach. Die Hütte war die 100. SAC-Hütte in den Schweizer Alpen. 1938 wurde die Martinsmadhütte als solider Bau aus Glarner Gestein zur jetzigen Grösse in Breite und Höhe erweitert. Nach der Jahrtausendwende erfolgte eine sanfte Renovation.

## Zugang
Im Sommer kann die Hütte auf Wanderwegen von der Bergstation der kleinen Tschinglen-Alp-Bergbahn in eineinhalb Stunden erreicht werden, Schwierigkeitsgrad T3. Der Aufstieg zu Fuss durch die wildromantische Tschinglenschlucht zur Tschinglen-Alp dauert nochmals rund eineinhalb Stunden.
Ein weiterer Wanderweg führt von der Kirche Elm aus durch das Bergsturzgebiet zum Firstboden, danach folgt ein kurzer Abstieg auf die Tschinglen-Alp (Alp Nideren) zum Hüttenweg, Schwierigkeitsgrad T3, Zeitbedarf ca. 4 Std.
Anspruchsvoller ist der Aufstieg via Firstboden und Grat zum Mittagshorn; eine eindrückliche alpine Route (weiss-blau-weiss) mit teilweise ausgesetzten Stellen, Schwierigkeitsgrad T4/(T5).

## Tourenmöglichkeiten
- Klettergarten "Schneehorn": Der Klettergarten liegt oberhalb der Hütte, Richtung Vorab, am Fusse des Schneehorns auf einer Höhe von 2605 m. Der Zugang ist markiert. Der Klettergarten bietet gut gesicherte Klettereien vom 2. bis 6. Schwierigkeitsgrad.
- Wanderung auf markiertem Bergweg zum Mittaghorn (2415 m), markierte und mit Fixseilen abgesicherte Route über den Nordgrat ab Firstboden (1744 m); Schwierigkeitsgrad T4/(T5).
- Über den Grischsattel auf markierten Wegspuren nach Flims, mit Abstecher auf den Ofen (2873 m) oder auf das Laaxer Stöckli (2898 m).
- Leichte Gletschertour zum Vorab (3018 m), zurück nach Elm via Panixerpass.
- Grischweg: Plaisir-Kletterei im 6./7. Grad in der Laaxer Stöckli-Wand.
- Durch Haken gut abgesicherte Klettertour im dritten Schwierigkeitsgrad über den Gletscherhorngrat.
- Mittelschwierige, mit Bohrhaken und einer Abseilstelle versehene Klettertour (ZS) aufs Zwölfihorn.